# 奧伊瓦
奧伊瓦是哥倫比亞的城鎮，位於該國東北部，由桑坦德省負責管轄，距離首府布卡拉曼加151公里，始建於1540年，面積285平方公里，海拔高度1,420米，2005年人口10,421。
6°16′N 73°18′W / 6.267°N 73.300°W